# Long Vĩnh, Gò Công Tây
Long Vĩnh là một xã thuộc huyện Gò Công Tây, tỉnh Tiền Giang, Việt Nam.

## Địa lý
Xã Long Vĩnh có diện tích 12,79 km², dân số năm 1999 là 7.972 người, mật độ dân số đạt 623 người/km².